# Xing Aowei
Xing Aowei (chinesisch 邢傲偉, Pinyin Xíng Àowěi; * 15. Februar 1982 in Yantai) ist ein ehemaliger chinesischer Kunstturner.

## Karriere
Xing wurde zwischen 1998 und 2001 sechsmal chinesischer Meister. Bei den Asienspielen 1998 gewann er Gold am Pauschenpferd und mit der Mannschaft sowie Bronze am Reck. Ein Jahr später wurde er mit dem chinesischen Team Weltmeister im Mannschaftsmehrkampf und holte zudem Bronze am Boden.
Bei den Olympischen Spielen 2000 in Sydney wurde Xing mit der chinesischen Mannschaft Olympiasieger im Mannschaftsmehrkampf. Im Einzelmehrkampf belegte er Rang 55 in der Qualifikation. 2001 gewann er bei der Universiade Gold im Mannschaftsmehrkampf sowie Silber am Reck und am Pauschenpferd. Bei den Ostasienspielen im selben Jahr sicherte er sich drei Goldmedaillen – im Sprung, am Reck und mit der Mannschaft.
2002 folgte der Mannschaftstitel bei den Asienspielen. Bei den Weltmeisterschaften 2003 in Anaheim wurde Xing erneut Weltmeister mit dem chinesischen Team. Bei den Olympischen Spielen 2004 in Athen belegte er mit der Mannschaft den fünften Platz und wurde im Einzelmehrkampf auf Rang 51 geführt.